# Motu Matu'u
Pas d'image ? Cliquez ici

a Compétitions nationales et continentales officielles uniquement.

b Matchs officiels uniquement.
Dernière mise à jour le 18 mars 2025.
Motu Farao Matu'u, né le 30 avril 1987 à Wellington (Nouvelle-Zélande), est un joueur international samoan de rugby à XV évoluant au poste de talonneur avec le Soyaux Angoulême XV Charente.

## Biographie

### En club
Motu Matu'u a joué avec la province de Wellington et la franchise des Hurricanes de 2009 à 2016. 
En 2016, il rejoint le club anglais de Gloucester en Premiership où il évolue pendant deux saisons, avant de rejoindre les London Irish en Championship,.
Non conservé par les London Irish en juin 2021, il rejoint à l'intersaison le Stade rochelais en Top 14, sur la base d'un contrat de trois mois compensant la sélection de Facundo Bosch en équipe d'Argentine.
Le 9 novembre 2021, Motu Matu'u intègre l’effectif du CA Brive avec effet immédiat en qualité de joker médical de Florian Dufour, absent pour plusieurs mois. Avec le Stade rochelais, il n'a jamais été titulaire et a joué 84 minutes, dont 13 au stade Amédée-Domenech, lors de la victoire de La Rochelle face à Brive le 16 octobre 2021.

### En équipe nationale
Motu Matu'u joue son premier match international avec l'équipe des Samoa le 18 juillet 2015 contre les États-Unis.  
Le 12 août 2015, il est retenu par Stephen Betham dans la liste des trente-et-un joueurs qui disputent la Coupe du monde en Angleterre.
En 2019, il est retenu dans le groupe samoan pour disputer la coupe du monde au Japon.

## Statistiques en équipe nationale
- 22 sélections
- 15 points (3 essais)
- sélections par année : 7 en 2015, 2 en 2016, 3 en 2017, 6 en 2018 et 4 en 2019
- En Coupe du monde : 5 sélections
  - 2015 : 4 sélections (États-Unis, Afrique du Sud, Japon, Écosse)
  - 2019 : 1 sélection (Russie)